# (29881) Tschopp
(29881) Tschopp est un astéroïde de la ceinture principale d'astéroïdes.

## Description
(29881) Tschopp est un astéroïde de la ceinture principale d'astéroïdes. Il fut découvert le 7 avril 1999 à Socorro (Nouveau-Mexique) par le projet LINEAR. Il présente une orbite caractérisée par un demi-grand axe de 3,19 UA, une excentricité de 0,14 et une inclinaison de 2,2° par rapport à l'écliptique.

## Compléments